# Chaffik Bourzama
Chaffik Bourzama (en arabe : شفيق بورزامة) est un footballeur algérien né le 5 juillet 1984 à Oran. Il évoluait au poste d'arrière droit.

## Biographie
Il évolue en première division algérienne avec son club formateur, le MC Oran, où il a passé la majeure partie de sa carrière.
Il dispute 97 matchs en inscrivant deux buts en Ligue 1.